# اکسید رودیم (IV)
اکسید رودیم(IV) (به انگلیسی: Rhodium(IV) oxide) با فرمول شیمیایی RhO۲ یک ترکیب شیمیایی است. که جرم مولی آن 134.904 g/mol می‌باشد. شکل ظاهری این ترکیب، بلورهای جامد تیره است.